# Grand Prix Kanady 2022
Grand Prix Kanady 2022 (oficiálně Formula 1 AWS Grand Prix du Canada 2022) se jela na okruhu Circuit Gilles Villeneuve v Montréalu dne 19. června 2022. Závod byl devátým v pořadí v sezóně 2022 šampionátu Formule 1.

## Kvalifikace
| Poř.                       | No. | Jezdec           | Konstruktér           | Časy v kvalifikaci | Časy v kvalifikaci | Časy v kvalifikaci | Pořadí na startu |
| Poř.                       | No. | Jezdec           | Konstruktér           | Q1                 | Q2                 | Q3                 | Pořadí na startu |
| -------------------------- | --- | ---------------- | --------------------- | ------------------ | ------------------ | ------------------ | ---------------- |
| 1                          | 1   | Max Verstappen   | Red Bull Racing-RBPT  | 1:32.219           | 1:23.746           | 1:21.299           | 1                |
| 2                          | 14  | Fernando Alonso  | Alpine-Renault        | 1:32.277           | 1:24.848           | 1:21.944           | 2                |
| 3                          | 55  | Carlos Sainz Jr. | Ferrari               | 1:32.781           | 1:25.197           | 1:22.096           | 3                |
| 4                          | 44  | Lewis Hamilton   | Mercedes              | 1:33.841           | 1:25.543           | 1:22.891           | 4                |
| 5                          | 20  | Kevin Magnussen  | Haas-Ferrari          | 1:32.957           | 1:26.254           | 1:22.960           | 5                |
| 6                          | 47  | Mick Schumacher  | Haas-Ferrari          | 1:33.707           | 1:25.684           | 1:23.356           | 6                |
| 7                          | 31  | Esteban Ocon     | Alpine-Renault        | 1:33.012           | 1:26.135           | 1:23.529           | 7                |
| 8                          | 63  | George Russell   | Mercedes              | 1:33.160           | 1:24.950           | 1:23.557           | 8                |
| 9                          | 3   | Daniel Ricciardo | McLaren-Mercedes      | 1:33.636           | 1:26.375           | 1:23.749           | 9                |
| 10                         | 24  | Čou Kuan-jü      | Alfa Romeo-Ferrari    | 1:33.692           | 1:26.116           | 1:24.030           | 10               |
| 11                         | 77  | Valtteri Bottas  | Alfa Romeo-Ferrari    | 1:33.689           | 1:26.788           |                    | 11               |
| 12                         | 23  | Alexander Albon  | Williams-Mercedes     | 1:34.047           | 1:26.858           |                    | 12               |
| 13                         | 11  | Sergio Pérez     | Red Bull Racing-RBPT  | 1:33.929           | 1:33.127           |                    | 13               |
| 14                         | 4   | Lando Norris     | McLaren-Mercedes      | 1:34.066           | Žádný čas          |                    | 14               |
| 15                         | 16  | Charles Leclerc  | Ferrari               | 1:33.008           | Žádný čas          |                    | 191              |
| 16                         | 10  | Pierre Gasly     | AlphaTauri-RBPT       | 1:34.492           |                    |                    | 15               |
| 17                         | 5   | Sebastian Vettel | Aston Martin-Mercedes | 1:34.512           |                    |                    | 16               |
| 18                         | 18  | Lance Stroll     | Aston Martin-Mercedes | 1:35.352           |                    |                    | 17               |
| 19                         | 6   | Nicholas Latifi  | Williams-Mercedes     | 1:35.660           |                    |                    | 18               |
| 20                         | 22  | Júki Cunoda      | AlphaTauri-RBPT       | 1:36.575           |                    |                    | 20               |
| 107% času vítěze: 1:38.674 |     |                  |                       |                    |                    |                    |                  |
| Zdroj:                     |     |                  |                       |                    |                    |                    |                  |

## Závod
| Poř.                                                                | No. | Jezdec           | Konstruktér           | Počet kol | Čas/Odstoupení | Pořadí na startu | Body |
| ------------------------------------------------------------------- | --- | ---------------- | --------------------- | --------- | -------------- | ---------------- | ---- |
| 1                                                                   | 1   | Max Verstappen   | Red Bull Racing-RBPT  | 70        | 1:36:21.757    | 1                | 25   |
| 2                                                                   | 55  | Carlos Sainz Jr. | Ferrari               | 70        | +0.993         | 3                | 191  |
| 3                                                                   | 44  | Lewis Hamilton   | Mercedes              | 70        | +7.006         | 4                | 15   |
| 4                                                                   | 63  | George Russell   | Mercedes              | 70        | +12.313        | 8                | 12   |
| 5                                                                   | 16  | Charles Leclerc  | Ferrari               | 70        | +15.168        | 19               | 10   |
| 6                                                                   | 31  | Esteban Ocon     | Alpine-Renault        | 70        | +23.890        | 7                | 8    |
| 7                                                                   | 77  | Valtteri Bottas  | Alfa Romeo-Ferrari    | 70        | +25.247        | 11               | 6    |
| 8                                                                   | 24  | Čou Kuan-jü      | Alfa Romeo-Ferrari    | 70        | +26.952        | 10               | 4    |
| 9                                                                   | 14  | Fernando Alonso  | Alpine-Renault        | 70        | +29.9452       | 2                | 2    |
| 10                                                                  | 18  | Lance Stroll     | Aston Martin-Mercedes | 70        | +38.222        | 17               | 1    |
| 11                                                                  | 3   | Daniel Ricciardo | McLaren-Mercedes      | 70        | +43.047        | 9                |      |
| 12                                                                  | 5   | Sebastian Vettel | Aston Martin-Mercedes | 70        | +44.245        | 16               |      |
| 13                                                                  | 23  | Alexander Albon  | Williams-Mercedes     | 70        | +44.893        | 12               |      |
| 14                                                                  | 10  | Pierre Gasly     | AlphaTauri-RBPT       | 70        | +45.183        | 15               |      |
| 15                                                                  | 4   | Lando Norris     | McLaren-Mercedes      | 70        | +52.1453       | 14               |      |
| 16                                                                  | 6   | Nicholas Latifi  | Williams-Mercedes     | 70        | +59.978        | 18               |      |
| 17                                                                  | 20  | Kevin Magnussen  | Haas-Ferrari          | 70        | +1:08.180      | 5                |      |
| Ret                                                                 | 22  | Júki Cunoda      | AlphaTauri-RBPT       | 47        | Nehoda         | 20               |      |
| Ret                                                                 | 47  | Mick Schumacher  | Haas-Ferrari          | 18        | Motor          | 6                |      |
| Ret                                                                 | 11  | Sergio Pérez     | Red Bull Racing-RBPT  | 7         | Převodovka     | 13               |      |
| Nejrychlejší kolo: Carlos Sainz Jr. (Ferrari) – 1:15.749 (63. kolo) |     |                  |                       |           |                |                  |      |
| Zdroj:                                                              |     |                  |                       |           |                |                  |      |